# Myriam
Pour la monteuse souvent créditée sous ce prénom, voir Myriam Borsoutsky.
Cet article traite de la sœur de Moïse et d'Aaron. Pour la « Vierge Marie », voir Marie (mère de Jésus) pour le christianisme, et Maryam pour l'islam.
Pour l’article ayant un titre homophone, voir Miriam.
מרים
Compléments
Contemporain de Jethro et de Josué
Myriam (Miriam, Mirjam, Miryam selon les traductions bibliques ; de l'hébreu: מרים, Miryām) ou Marie (Maria, Mariam, Mariamne), est selon la Torah la sœur aînée de Moïse et d'Aaron, fille d'Amram et de Yokébed. Elle apparaît pour la première fois dans la Bible hébraïque, dans le Livre de l'Exode.

## Étymologie
L'étymologie du nom מרים Miryām n'est pas connue avec certitude. Les chercheurs proposent souvent une origine égyptienne à mettre en relation avec l'égyptien mryt « la bien-aimée » (qu'on trouve par exemple dans le nom Mérytamon « aimée d'Amon »). D'autres étymologies ont été proposées, notamment à partir de la racine ouest-sémitique rym « donner » (sur l'exemple de Yarim-Adad « don de Adad ») et toujours dans les langues sémitiques où elle peut signifier celle qui a donné à l'eau sous entendu Moïse ("maa ou mu " eau). La vocalisation araméenne Mariam a donné le nom Maria en latin ainsi qu'en grec ancien attique (Μαρία), d'où le français Marie. On a proposé aussi l'étymologie du sanskrit मारयति [mariati] « tuer ».
La lettre y dans la transcription de l'hébreu Miryam représente la consonne spirante palatale voisée /j/.
L'orthographe métathésée Myriam a gagné en popularité en France.

## Récit biblique
Au début du livre de l'Exode, la sœur de Moïse intervient dans les évènements qui suivent sa naissance. Elle surveille de loin le berceau dans lequel Moïse a été déposé sur le Nil. Lorsque la fille du Pharaon recueille Moïse, sa sœur lui propose une nourrice et le confie à sa mère biologique. Dans ce récit, le nom de la sœur de Moïse n'est pas précisé. Elle est traditionnellement identifiée à Myriam. Son rôle dans le sauvetage de Moïse à sa naissance est sans doute un ajout postérieur au récit initial, tout comme le fait que le jeune Moïse ait été confié à sa mère. Le rôle joué par la famille de Moïse servirait ici à renforcer le contexte israélite autour du jeune Moïse. Son nom Myriam apparait pour la première fois dans le Pentateuque au chapitre 15 du livre de l'Exode. Elle prend la tête des femmes chantant et dansant pour célébrer le Passage de la mer Rouge. Elle y est présentée comme une prophétesse et la sœur de Moïse et d'Aaron. Bien qu'elle soit qualifiée de prophétesse, la Bible ne rapporte aucune activité prophétique à son sujet.
Dans le livre des Nombres, Myriam se joint à Aaron dans une rébellion contre Moïse. Elle est alors atteinte de la lèpre. Moïse, par son intercession auprès de Dieu, peut la sauver, elle reste néanmoins sept jours, le temps de la purification, hors du camp. Le peuple attend sa guérison avant de repartir. Elle meurt en arrivant à  Qadesh et y est enterrée.
Le prophète Michée la considère comme un guide pour le peuple, avec Moïse et Aaron. 
Au chapitre 12 du livre des Nombres, Myriam remet en cause l'autorité religieuse de Moïse et le critique à cause de sa femme koushite. La sanction divine qu'elle subit au travers de la lèpre confirme le statut unique de Moïse par rapport à Myriam et Aaron, sans pour autant refuser leurs positions de médiateur entre Dieu et le peuple. Pour la critique moderne, cette confrontation exprime l'organisation sociale de la Judée pendant la période perse. Myriam la prophétesse représente ici les groupes prophétiques actifs en Judée alors que Aaron représente les prêtres et Moïse les promoteurs de la Torah. Les auteurs du texte reconnaissent le rôle des mouvements prophétiques incarnés par Myriam, mais les placent sous le contrôle du Temple et de la Torah. 
Dans le livre des Nombres et dans le livre de Michée, Myriam est présentée comme l'un des guides des Israélites mais sans préciser les liens familiaux qui l'unissent à Moise et Aaron. Les listes généalogiques de Nombres 26,59 et 1 Chroniques 6,3 qui font de Moïse, Aaron et Myriam les membres d'une même fratrie sont sans doute plus tardives. Elles visent à exprimer par des liens familiaux les liens sociaux qu'entretiennent le trio au sein de la communauté israélite en tant que guides pour le peuple.

## Tradition juive
Selon la Aggada, son nom fait allusion à la dureté de l'esclavage en Égypte,  מר (mar) « amer » (Exode Rabba 26.1). Elle est identifiée à la sage-femme Pouah, l'une des sages-femmes chargées par le Pharaon de tuer les enfants mâles hébreux (Exode 1,15-19, Ex. R. 1.13, Sota 11b, Rachi). Elle est présentée comme la femme de Caleb fils de Hesron.  Elle est idenfiée à ses femmes, Azuba et à Jerioth (Sota 12a). Son fils Hur est le grand-père de Bezalel, qui réalisera le Tabernacle (Ex. R. 1.17). 
Les littératures rabbinique et judéo-chrétienne font écho à la tradition que Myriam est à l'origine du puits qui suivait les Hébreux lors de l'exode dans le désert (Taanit 9a), ; ce puits suivait les Israélites durant tout leur voyage à travers le désert. Il se plaçait au milieu du camp devant le Tabernacle chaque fois qu’on s’arrêtait pour prendre un repos. Moïse et les anciens sortaient alors de leur tente et chantaient le "Chant du puits".

## Récit coranique
Selon le Coran, la sœur de Moïse était chargé de le jeter dans le Nil. Puis elle suivit le couffin pour savoir où il serait déposé. Lorsque Assia bint Muzahim, la femme de Pharaon, recueillit Moïse, il refusa le sein de toutes les nourrices. Alors la sœur de Moïse informa sa mère que la femme de Pharaon cherchait une nourrice pour allaiter Moïse. Elle lui dit d’aller au palais et de se faire passer pour une nourrice. C’est ce qu’elle fit. Et personne ne s’est rendu compte que c’était sa mère. Afin de dissiper tout doute, elle dit que tous les enfants acceptaient d’être nourris par elle car son lait était sucré.

## Arbre généalogique
L'ascendance de Miryam est basée sur Nombres 26,59 et 1 Chroniques 6,3.
Le mariage entre Miryam et Caleb fils de Hesron vient du Talmud de Babylone (Sota 12a).
- Jacob
  - Lévi
    - Qehath
      - Amram, marié à Yokébed
        - Miryam, marié à Caleb fils de Hesron
        - Moïse, marié à Séphora
        - Aaron, marié à Élishéba
          - Nadab
          - Abihu
          - Éléazar
          - Ithamar

    - Yokébed, mariée à Amram
      - Miryam, mariée à Caleb fils de Hesron
      - Moïse, marié à Séphora
      - Aaron, marié à Élishéba
        - Nadab
        - Abihu
        - Éléazar
        - Ithamar

  - Juda
    - Perets
      - Hesron
        - Caleb, marié à Miryam
          - Jaser, fils d' Azuba identifiée à Miryam
          - Sobab, fils d' Azuba identifiée à Miryam
          - Ardon, fils d' Azuba identifiée à Miryam

        - Ram
          - Amminadab
            - Élishéba, mariée à Aaron
              - Ithamar

## Miriam fille de Bithia
Dans le Premier Livre des Chroniques, on trouve Miriam fille de Bithia mariée à Méred et fille de Pharaon. D'après le Premier Livre des Chroniques, l'arbre généalogique de Miriam est:
|  |             |  |  |  |  |  |  |  |  |  |  |  |  |  |  |  |
|  | 4. Ezra     |  |  |  |  |  |  |  |  |  |  |  |  |  |  |  |
|  |             |  |  |  |  |  |  |  |  |  |  |  |  |  |  |  |
|  |             |  |  |  |  |  |  |  |  |  |  |  |  |  |  |  |
|  | 2. Méred    |  |  |  |  |  |  |  |  |  |  |  |  |  |  |  |
|  |             |  |  |  |  |  |  |  |  |  |  |  |  |  |  |  |
|  |             |  |  |  |  |  |  |  |  |  |  |  |  |  |  |  |
|  | 5. Inconnue |  |  |  |  |  |  |  |  |  |  |  |  |  |  |  |
|  |             |  |  |  |  |  |  |  |  |  |  |  |  |  |  |  |
|  |             |  |  |  |  |  |  |  |  |  |  |  |  |  |  |  |
|  | 1. Miriam   |  |  |  |  |  |  |  |  |  |  |  |  |  |  |  |
|  |             |  |  |  |  |  |  |  |  |  |  |  |  |  |  |  |
|  |             |  |  |  |  |  |  |  |  |  |  |  |  |  |  |  |
|  | 6. Pharaon  |  |  |  |  |  |  |  |  |  |  |  |  |  |  |  |
|  |             |  |  |  |  |  |  |  |  |  |  |  |  |  |  |  |
|  |             |  |  |  |  |  |  |  |  |  |  |  |  |  |  |  |
|  | 3. Bithia   |  |  |  |  |  |  |  |  |  |  |  |  |  |  |  |
|  |             |  |  |  |  |  |  |  |  |  |  |  |  |  |  |  |
|  |             |  |  |  |  |  |  |  |  |  |  |  |  |  |  |  |
|  | 7. Inconnue |  |  |  |  |  |  |  |  |  |  |  |  |  |  |  |
|  |             |  |  |  |  |  |  |  |  |  |  |  |  |  |  |  |
|  |             |  |  |  |  |  |  |  |  |  |  |  |  |  |  |  |

## Galerie

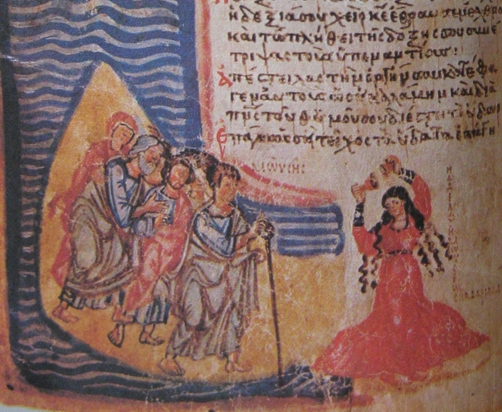
Le chant de Myriam, Psautier Chludov, IXe siècle.
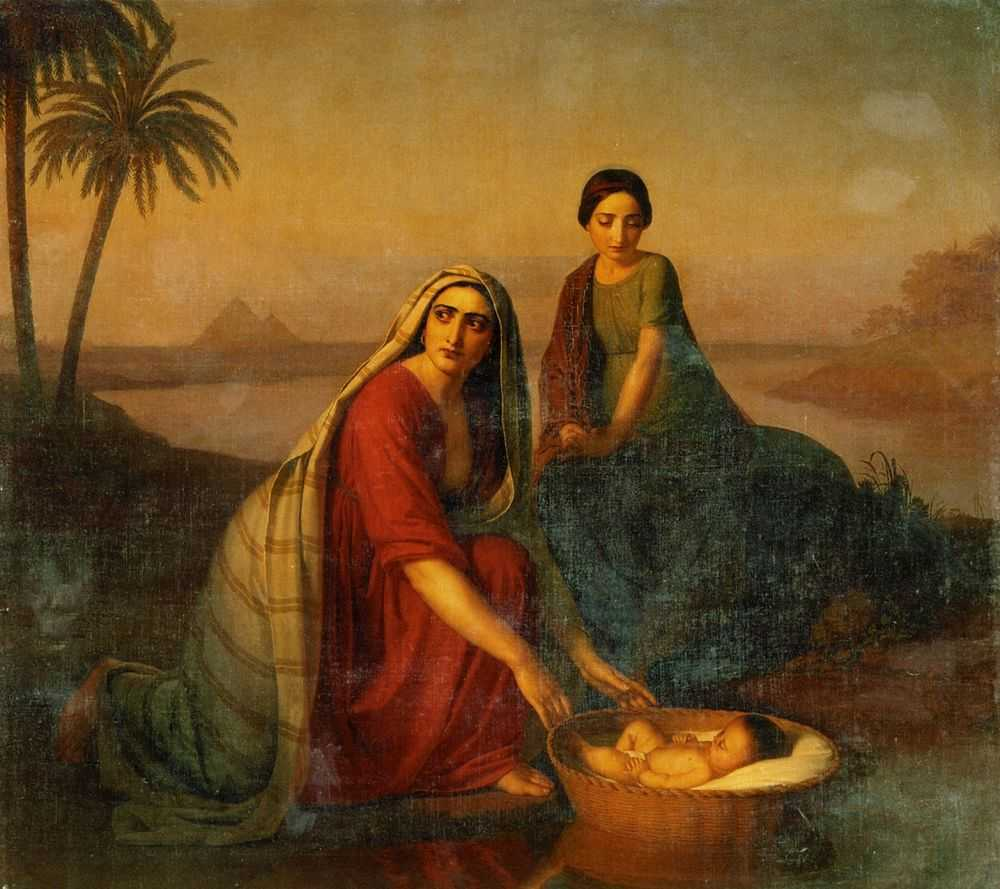
La mère et la sœur aînée de Moïse abandonnent l'enfant sur le Nil. Tableau d'Alexey Tyranov.